# Geri Winkler
Gerhard „Geri“ Winkler (* 13. April 1956 in Wien) ist ein österreichischer Bergsteiger, der als erster Wiener und als erster insulinpflichtiger Diabetiker den Mount Everest bestiegen hat.
Er ist der einzige Mensch, der sowohl alle Länder der Erde bereist hat, als auch die Seven Summits, die höchsten Gipfel jedes Kontinents (nach Messner- und Bass-Version), bestiegen hat.

## Leben

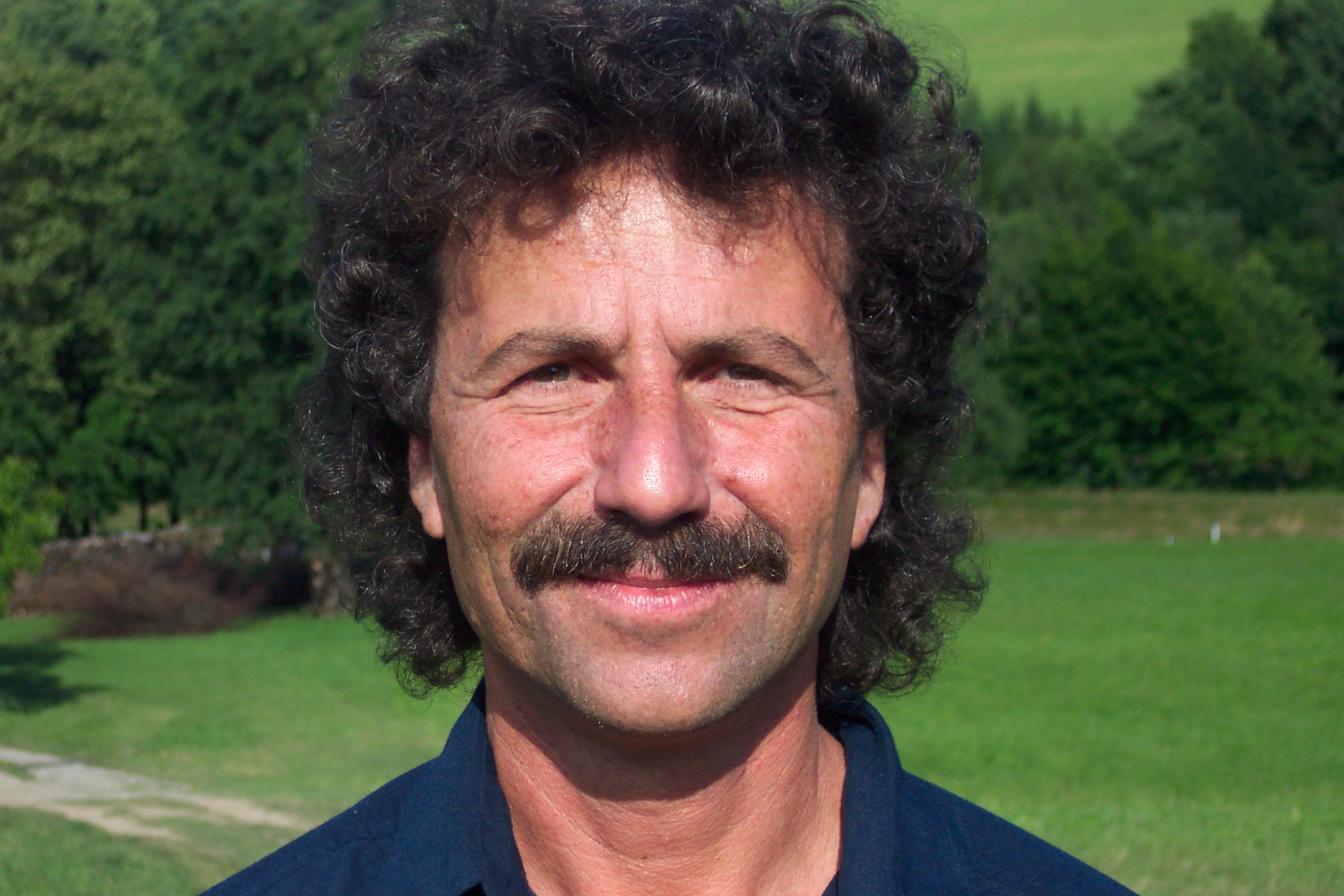
Geri Winkler – 2005

Geri Winkler wuchs in Wien auf und studierte an der Universität Wien Mathematik, Deutsch und Französisch für das Lehramt. Ehrenamtlich engagierte er sich in der Johanniter Unfall-Hilfe. 1981 begründete er dort den Bereich der Hauskrankenpflege und leitete diesen für mehrere Jahre.
Ab 1984 arbeitete Winkler als Lehrer für Mathematik in Wien. Im September 1984 wurde bei ihm Diabetes mellitus Typ 1 diagnostiziert, das heißt, er muss regelmäßig Insulin spritzen, um zu überleben. Dennoch hat er seine Reisetätigkeit in entlegene Gebiete der Welt und das Bergsteigen nicht aufgegeben.
Im April 1987 nahm er erstmals am Wien-Marathon teil; es war eines der ersten Male, dass ein Diabetiker erfolgreich einen Marathon bestritt. Auch in anderen Sportarten setzte er neue Akzente für Diabetiker. 1991 erwarb er den Sonderpilotenschein für Paragleiten, 1992 die Tauchlizenz.
Seit seiner erfolgreichen Tour zum Mount Everest arbeitet Winkler als Vortragender, Schriftsteller und Journalist.
Verheiratet ist Winkler mit Sylvia Alfery, die ihn auf den meisten Reisen begleitet hat. Er hat einen Sohn (Markus, *1987).

## Alpinismus (Auszug)
Bereits in den ersten Jahren nach der Diabetes-Diagnose bestieg Winkler mehrere Sechstausender in den Anden und im Pamir. Im Sommer 1994 gelang ihm im Rahmen einer deutschen Expedition die Besteigung des Muztagh Ata (7546 m) in Westchina. Es war dies das erste Mal, dass ein Diabetiker in die sogenannte Todeszone aufstieg.
In der Folge bestieg er den Pik Lenin an der Grenze von Kirgisistan und Tadschikistan (7134 m, ab Lager II im Alleingang) und einige der höchsten Anden-Gipfel.

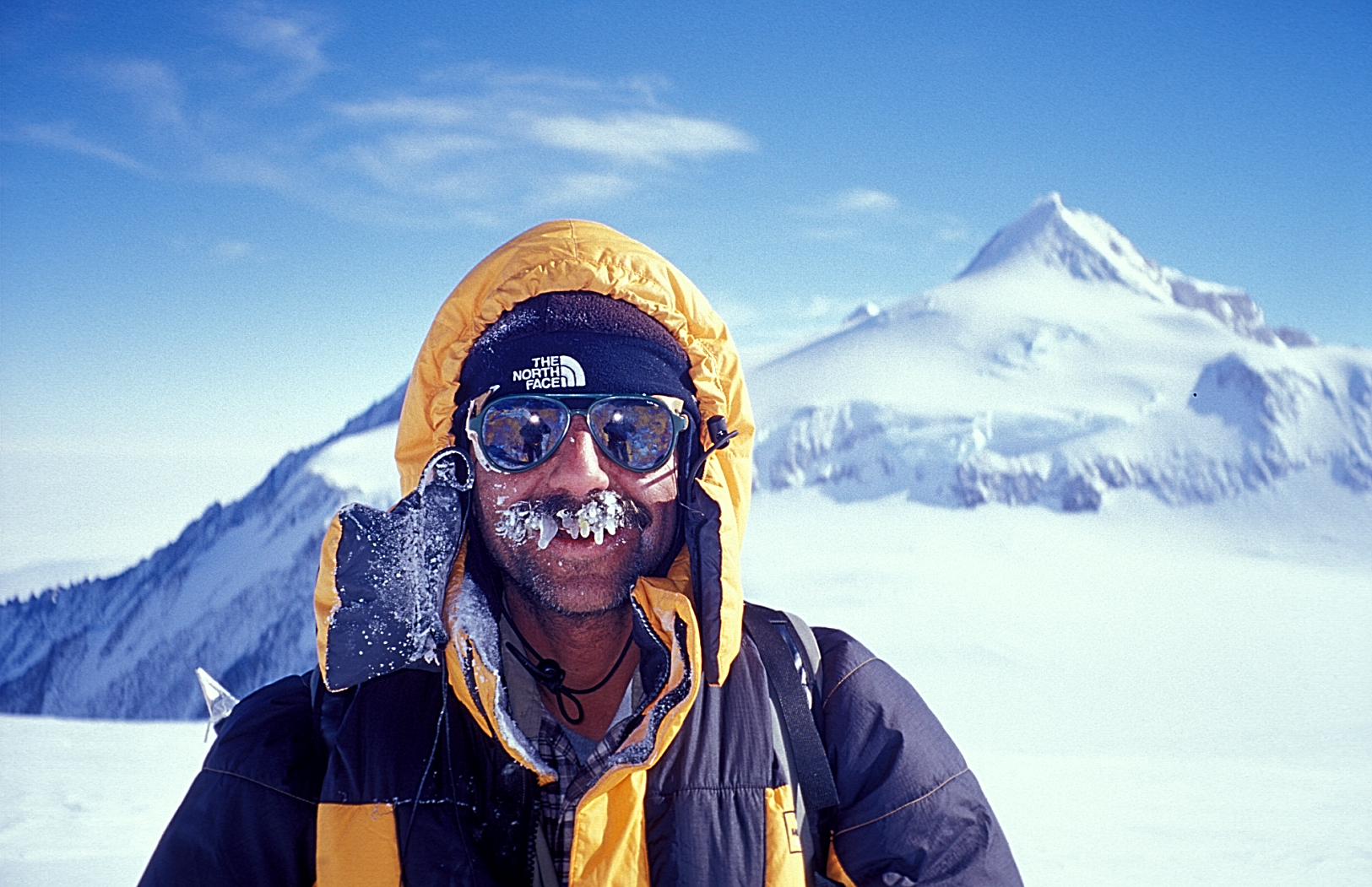
Geri Winkler beim Aufstieg auf den Mount Vinson – Antarktis 2004

Im Antarktischen Sommer 2004/2005 nahm Winkler an einer internationalen Expedition in den Ellsworth Bergen teil. Dabei gelang auch die Besteigung des Mount Vinson, des höchsten Berges auf dem Antarktischen Kontinent.
Besondere Beachtung fand Winklers Gipfelerfolg am Mount Everest. Er startete seine Besteigung am 15. Oktober 2005 am Ufer des Toten Meeres in Jordanien, dem tiefsten, erreichbaren Ort der Erde. Knapp 8100 km legte er mit seinem Fahrrad auf der Strecke von Jordanien, über Syrien, die Türkei, den Iran, Pakistan und Indien bis ins Dorf Jiri in Nepal zurück, wo er seine Besteigung zu Fuß bis in die Everest-Region fortsetzte. Dort schloss er sich einer amerikanischen Expedition an, mit der er am 20. Mai 2006 den Gipfel erreichte. Damit wurde der größte Anstieg, der auf dieser Welt möglich ist, gemeistert – 9270 Höhenmeter vom Ausgangspunkt, dem Toten Meer auf 420 Meter unter dem Meeresspiegel. Es war das erste Mal, dass die Besteigung des Mount Everest vom tiefsten erreichbaren Ort der Erde in Angriff genommen wurde. Gemessen an den zu überwindenden Aufstiegsmetern, war dies die bisher längste Bergtour – ca. 78000 Höhenmeter im Aufstieg.
Im Juli 2008 hat Geri Winkler mit der Besteigung des 6194 Meter hohen Denali (früher Mount McKinley) in Alaska als erster Diabetiker die Seven Summits bezwungen. Da er im November 2007 bereits die Carstensz-Pyramide und den Mount Kosciuszko bestiegen hat, hat er damit sowohl die Messner-Version als auch die Bass-Version der Seven Summits vollendet.
2009 gelang Winkler mit der Besteigung des Cho Oyu (8201 m) sein zweiter Achttausender.
Im Mai 2015 erreichte Winkler gemeinsam mit Stefan Peer, Elke Bolduan und Achim Bamberger den Gipfel von Gunnbjørns Fjeld, dem höchsten Berg Grönlands und der Arktis. Es war dies die erste Besteigung des Berges durch die Westwand.
Geri Winkler bestieg unzählige Gipfel in den Alpen und insgesamt mehr als 50 Berge mit einer Höhe von über 5000 Metern. In 105 der 193 UN-Mitglieds-Staaten hat er auch den höchsten Gipfel des Landes bestiegen.

## Reisen (Auszug)
Geri Winkler begann sein Reiseleben im Alter von 17 Jahren als Autostopper und mit Interrail. Seit 1983 unternimmt Winkler Fernreisen in alle Kontinente, die er bis heute stets als Rucksackreisen mit kleinem Budget und unter einfachen Lebensbedingungen durchführt. Radtrekking und Weitwanderungen bzw. Trekking stehen dabei im Zentrum von Winklers Reiseleben.
1988 überquerte er den Indischen Himalaya auf einer seit Jahrzehnten nicht mehr begangenen Route. Ein Jahr später gelang ihm auf der kongolesischen Seite des Ruwenzori-Gebirges die Wiederentdeckung des Lac du Speke.
1992 unternahm er mit drei Reisepartnern ausgedehnte Trekkingtouren im Bergland der indonesischen Provinz Papua (damals Irian Jaya). Dabei wurde das vom Volk der Moni bewohnte obere Kemabu-Tal erstmals von Fremden begangen.
Es folgten längere Aufenthalte bei den steinzeitlich lebenden Völkern der „Small Nambas“ und der Bewohner von Bunlap in Vanuatu.
Im Jahr 2007 durchquerte Winkler, gemeinsam mit Sylvia Alfery, weite Teile des Siedlungsgebietes der Korowai im Tiefland Neuguineas. Ziel dieser Tour war es auch, die Siedlungsgebiete der bislang noch isoliert lebenden Korowai Batu zu erreichen, die sich jenseits der vom Missionar Gerrit van Enk definierten Pacification Line befinden. Geri Winkler musste sein Vorhaben knapp vor dem Erreichen dieser imaginären Grenze im Regenwald auf Grund eines Wadenbeinbruches abbrechen. Allerdings gelang es Sylvia Alfery im Rahmen dieser Unternehmung mit Einheimischen aus dem befriedeten Gebiet der Korowai, das Gebiet der Korowai Batu jenseits der Pacifiaction Line zu erreichen und in den bis dahin noch unbekannten Clan-Siedlungen Wayal und Nanagaton Aufnahme zu finden.
Im Frühjahr 2008 durchquerten Sylvia Alfery und Geri Winkler die Sahara von Agadir bis in den Senegal mit dem Fahrrad.
Mit der Einreise in Angola am 5. Oktober 2017 hat Geri Winkler alle 193 UN-Mitgliedsstaaten besucht.
Darüber hinaus hat er auch die Antarktis, Grönland, die Färöer, Taiwan, den Kosovo, den Vatikan, die Westsahara, Palästina, Transnistrien, Abchasien und Berg-Karabach bereist.